# Саулес Акменс
Саулес Акменс са својих 123 метра највиша је зграда у Риги. Од ње су виши једино ТВ торањ и Црква светог Петра. У већем делу од 28 спратова налазе се канцеларије Сведбанке. Хансабанка, која је сада део Сведбанке, је с почетка желела зграду од 15 спратова али је у међувремену пројекат промењен. Искоришћено је 100 тона челика, 14000 метара кубних бетона, 13000 m² стакла, 500 километара каблова и 50 километара цеви. У згради се налази 9 лифтова. Завршена је крајем 2004.